# Анпон
Анпон (фр. Annepont) насеље је и општина у западној Француској у региону Поату-Шарант, у департману Приморски Шарант која припада префектури Сен Жан д'Анжели.
По подацима из 2011. године у општини је живело 356 становника, а густина насељености је износила 40,41 становника/km². Општина се простире на површини од 8,81 km². Налази се на средњој надморској висини од 14 метара (максималној 62 m, а минималној 3 m).

## Демографија
| 1962. | 1968. | 1975. | 1982. | 1990. | 1999. | 2011. |
| ----- | ----- | ----- | ----- | ----- | ----- | ----- |
| 152   | 184   | 177   | 220   | 208   | 267   | 356   |

График промене броја становника у току последњих година